# 방백남녀
방백남녀는 고태호가 매주 토요일마다 네이버 웹툰에 연재했던 웹툰이다. 2018년 1월 12일에 연재를 시작했으며 2019년 2월 8일, 마지막화인 57화가 연재되었으며 그 다음주인 2019년 2월 15일에 작품 후기가 업로드되며 완결되었다.